# Spectroscope
 (mai 2024).
Si vous disposez d'ouvrages ou d'articles de référence ou si vous connaissez des sites web de qualité traitant du thème abordé ici, merci de compléter l'article en donnant les références utiles à sa vérifiabilité et en les liant à la section « Notes et références ».

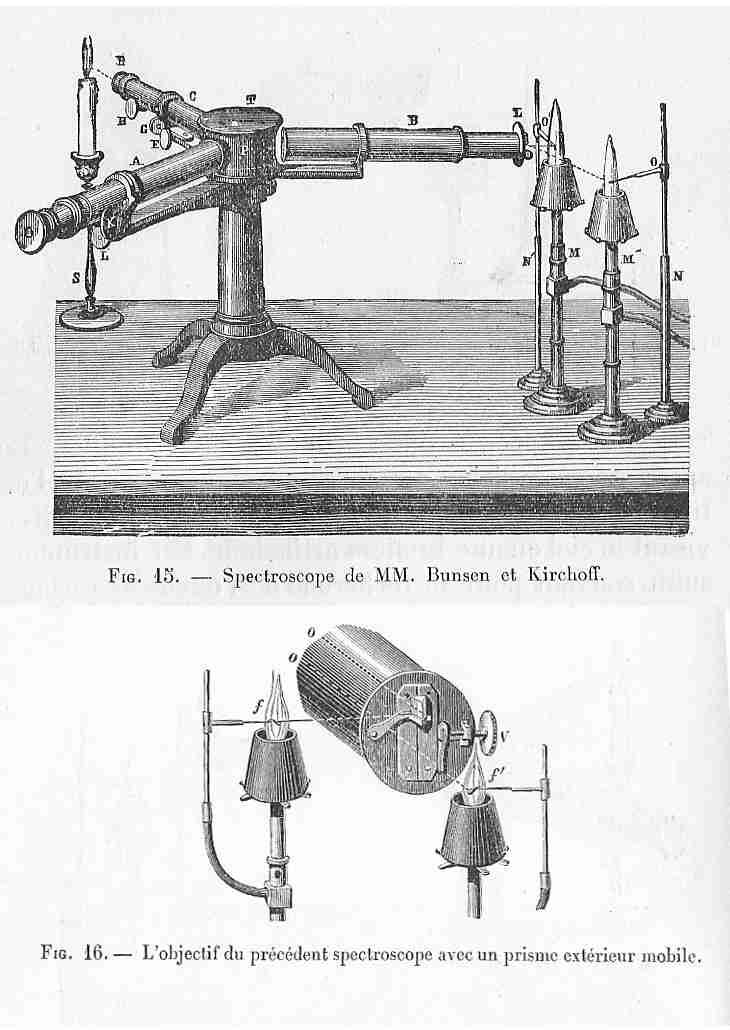
Spectroscope Bunsen & Kirchhoff

Le spectroscope est un appareil destiné à observer les spectres lumineux. Il fut inventé par Joseph von Fraunhofer, illustre opticien allemand, en 1815.

## Principe

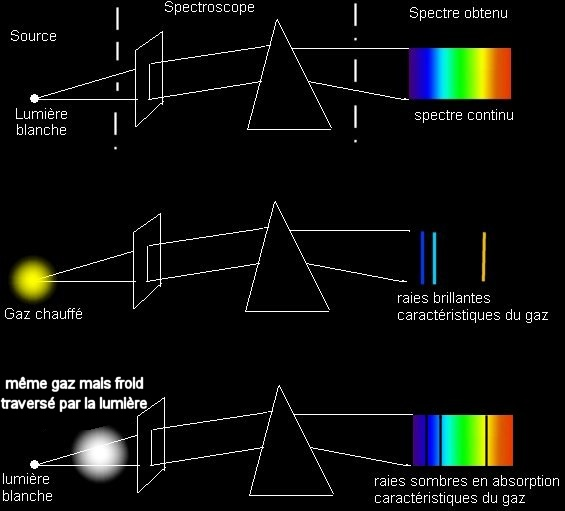
Principe du spectroscope à prisme.

Le principe de fonctionnement est le suivant :
on éclaire à l’aide de la source à étudier une fente étroite ; une première lentille collimatrice rend parallèle le faisceau lumineux tombant sur la face d’entrée du prisme, ou du réseau ; après dispersion de la lumière une seconde lentille donne sur un écran une suite d’images juxtaposées de la fente, chacune correspond à une longueur d’onde. Cette série d’images, les raies, constitue le spectre de la source lumineuse.
Exemples :
- La lumière blanche est décomposée en bandes colorées aux couleurs de l’arc-en-ciel, c’est un spectre continu.
- Un gaz porté à l’incandescence donne des raies brillantes de longueurs d’onde spécifiques, c’est un spectre d’émission dont la disposition des raies est caractéristique de ce gaz.
- Le même gaz froid interposé devant la source de lumière blanche absorbe certaines des radiations émises par cette source ; à l’emplacement des raies brillantes du spectre précédent, on observe des raies sombres. C’est un spectre d’absorption.

## Utilisation
L'utilisation du spectroscope peut être appliquée à la gemmologie ou minéralogie. Effectivement, du fait de leur couleur, ces matériaux absorbent certaines longueurs d'onde de la lumière blanche. D'autres longueurs d'onde sont transmises et constituent ainsi la couleur du matériau.
L'observation de ces matériaux à l'aide d'un spectroscope peut nous montrer des spectres d'absorption de couleurs bien spécifiques à certaines gemmes. On dit alors que ce sont des spectres diagnostiques.
Certains matériaux possèdent la même couleur mais l'élément responsable de la couleur (élément chromateur) n'est pas le même. Inversement, deux matériaux possédant des couleurs différentes mais dont l'élément chromateur est le même peuvent nous montrer des spectres très similaires.
En gemmologie, il existe deux types de spectroscopes :
- le spectroscope à prismes ;
- le spectroscope à réseau diffractant.

### Le spectroscope à prismes
Un spectre par réfraction et dispersion de la lumière est généré par une série de prismes. On observe un "arc-en-ciel". (voir Nombre d'Abbe, constringence)
Le spectroscope est constitué d'un tube. À une extrémité du tube se trouve la focale par laquelle regarde l'observateur, à l'autre extrémité, une fente.
À l'intérieur du tube se trouvent une lentille ainsi qu'une série de trois ou cinq prismes accolés et constitués de deux types de verre différents qui s'alternent afin que le rayon de lumière traversant la structure soit le plus droit possible.
Les prismes ne doivent en aucun cas absorber de la lumière et ne doivent pas être biréfringents.
Le spectroscope à prismes fait apparaitre un spectre non linéaire.

### Le spectroscope à réseau
On obtient un spectre grâce à un réseau de diffraction constitué d'une fine plaquette sur laquelle ont été gravées de minuscules fentes parallèles. Lorsque la lumière incidente vient frapper cette plaquette, elle est diffractée. On observe également un « arc-en-ciel. »
Le réseau de diffraction est placé à l'intérieur d'un tube faisant diaphragme. À une extrémité se trouve l'oculaire par laquelle l'observateur regarde le spectre ; à l'autre extrémité, une fente.
À l'intérieur du tube: la plaquette inclinée ainsi qu'une lentille.
Le spectre formé est linéaire.
En principe, et dans l'utilisation des deux types de spectroscope, il est préférable que la couleur rouge apparaisse à gauche et le violet à droite. Aux États-Unis, néanmoins, il est fréquent, voire habituel, d'observer ces couleurs de façon inversée : rouge à droite, violet à gauche.(il n’y a aucune raison à cela, tout dépend de la manipulation souhaitée et de l’ordre recherché, il n’y a pas de convention qui régit l’utilisation d’un spectroscope)
Il est également préférable d'observer les spectres dans une pièce sombre à l'aide d'une lumière blanche non-absorbante (laissant passer un spectre continu, voir ci-dessus).
La gemme ou le matériau brut doivent être translucides à transparents. L'opacité ne laissant pas passer la lumière, aucun spectre ne sera visible.
Les matériaux peuvent être testés de deux manières différentes. 
En lumière directe ou bien en lumière réfléchie.
Exemples de spectres d'absorption diagnostiques et leur cause.
Le saphir bleu : une ligne noire à 450 nanomètres dans le bleu. Élément chromateur responsable de l'absorption : le fer. Le fer étant une impureté, la gemme est dite allochromatique.
Le péridot (vert) : généralement une bande fine à 493 nanomètres, une ligne à 473 nanomètres, une ligne à 453 nanomètres, et bande de 435 à 400 nanomètres.
Élément chromateur responsable de l'absorption: également le fer. Le fer faisant partie intégrante de la composition chimique du péridot, la gemme est dite idiochromatique.
Le fer absorbe vers 450 nanomètres dans les deux cas.
Le spectroscope indique certes des spectres diagnostiques mais n'aide pas toujours à distinguer les matériaux synthétiques des matériaux naturels. De plus, toutes les gemmes ne produisent pas obligatoirement de spectre.  Il est parfois difficile de distinguer celui du péridot par exemple ou du zircon.
Bien que le zircon soit idéalement constitué d'une cinquantaine, voire plus, de fines lignes plus ou moins intenses, la ligne distincte à 653 nanomètres devrait être un bon indicateur du spectre d'absorption de l'uranium dans le zircon.